# 张龙乡
张龙乡，是中华人民共和国河南省安陽市内黄县下辖的一个乡镇级行政单位。

## 行政区划
张龙乡下辖以下地区：
田达村、杏园村、北羊坞村、南羊坞村、石盘村、西石盘村、东沈村、西沈村、范羊村、中流河村、北流河村、翟野羊村、马野羊村、张野羊村、吴野羊村、西张龙村、丁张龙村、大张龙村、李楼村、申张龙村和林子村。